# Bathoxiphus inexpectatus
Bathoxiphus inexpectatus is een Scaphopodasoort uit de familie van de Entalinidae. De wetenschappelijke naam van de soort is voor het eerst geldig gepubliceerd in 1995 door Scarabino.